# The Great Ace Attorney: Adventures
The Great Ace Attorney: Adventures (яп. 大逆転裁判 ‐成歩堂龍ノ介の冒険‐ Дай Гякутэн Сайбан: Наруходо: Рю:носукэ но Бо:кэн, букв. «Великий переворотный суд: приключения Рюноскэ Наруходо») — компьютерная игра в жанре визуальной новеллы, разработанная и изданная компанией Capcom в 2015 году. The Great Ace Attorney: Adventures входит в состав The Great Ace Attorney: Chronicles — компиляции из двух спин-оффов серии Ace Attorney, которые повествуют о предке Феникса Райта по имени Рюноскэ Наруходо (англ. Ryunosuke Naruhodo).
Как и в играх основной серии, в The Great Ace Attorney: Adventures игрок, выступая в роли адвоката, должен защищать своих клиентов в суде и расследовать убийство, в котором они обвиняются. Действие игры происходит в Японии эпохи Мэйдзи и Великобритании конца викторианской эпохи. В расследовании дел игроку помогают ассистентка Сусато Микотоба, детективы Тобиас Грегсон и Херлок Шолмс (в японской версии игры — Шерлок Холмс), а также изобретательница Айрис Уилсон (в японской версии — Айрис Ватсон). Геймплейными нововведениями стали «танцы дедукции» (англ. The Dance of Deduction), во время которых игроку предстоит опровергать ошибочные выводы Херлока Шолмса, и «изучение итога» (англ. Summation Examination), когда игрок должен найти противоречия в доводах присяжных и вынудить их изменить свой вердикт, чтобы продолжить слушания.

## Разработка
Руководителем проекта по разработке игры стал Сю Такуми, продюсером выступил Синтаро Кодзима, дизайнером — Кадзуя Нури, а за музыкальную составляющую игры отвечали Ясумаса Китагава и Хирумицу Маэба. Процесс создания игры начался в 2013 году, вскоре после выхода в свет предыдущего проекта Сю Такуми — Professor Layton vs. Phoenix Wright: Ace Attorney. Сначала Такуми рассматривал вариант, при котором упор в игре делался бы на гражданское судопроизводство, однако потом он вспомнил одну из своих прошлых идей: игра, где игрок должен исправлять ошибочные выводы детектива. Он подумал, что она будет отлично сочетаться с серией Ace Attorney, но не ожидал, что руководство Capcom одобрит этот вариант.
Также Такуми давно хотел сделать игру с участием Шерлока Холмса, поэтому данный персонаж присутствовал в концепции с самого начала. Такуми отмечал, что он хотел видеть Холмса в игре по двум причинам: во-первых, он хорошо вписывался в модель игрового процесса; во-вторых, таким образом можно было разграничить предстоящую игру с основной серией Ace Attorney, так как Шерлок Холмс жил в иной временной промежуток. Изначально Такуми хотел начать игру в Лондоне, так как создавать обстановку японского судя для одного лишь пролога он посчитал перебором. Однако после того как Кадзуя Нури высказал точку зрения, что действие игры должно начинаться в Японии, Такуми изменил своё мнение.
Игра вышла в Японии 9 июля 2015 года на консоли Nintendo 3DS.

### Неофициальные локализации
Так как The Great Ace Attorney: Adventures изначально не выпустили на Западе, а никаких официальных заявлений по поводу международного выхода игры не поступало, поклонники серии Ace Attorney начали неофициальный перевод игры. Первой попыткой перевести игру на английский стала серия видеороликов на YouTube с субтитрами. Однако видео удалили с площадки по запросу Capcom в июне 2017 года. После встречной претензии переводчиков в июле 2017 года прохождение вернули на YouTube.
Также переводом игры занималась команда любителей Scarlet Study. Как рассказывал руководитель группы Uwabami, они были уверены, что официальной локализации не будет, и когда появились первые намёки на то, что у игры не будет английского перевода, сообщество сразу же начало разрабатывать программы для работы с внутриигровыми файлами. Над переводом работало более 30 человек. Они отмечали, что старались дать возможность оригинальному сценарию «блистать», однако переработать некоторые нюансы так, чтобы они хорошо звучали на английском. Патч с полным переводом игры на английский был выпущен в 2019 году под названием The Great Ace Attorney: The Adventures of Ryuunosuke Naruhodou.

### Официальная локализация и разработкаThe Great Ace Attorney: Chronicles
Джанет Хсу, руководительница проекта локализации, подходила к своей работе с нескольких точек: как к игре, как к истории и как к сюжету. По её словам, такой же подход применялся и во время локализации остальных игр серии Ace Attorney. Для перевода The Great Ace Attorney Chronicles также требовалось изучить культурные и исторические особенности сеттинга игры. При локализации хотели сохранить «ощущение эпохи» оригинала. Например, Хсу попросила добавить в интерфейс меню «материалы дела» субтитры, чтобы использовать их, а не переводить текстуры на английский.
В процессе локализации детали, связанные с японской культурой, трогали немного. Это связано с тем, что в сюжете игры большую роль играла именно разница между японской и британской культурами. Так как игрок в любом случае почувствовал бы разницу между этими двумя культурами, у переводчиков не было нужды как-либо менять большинство аспектов. Однако некоторые моменты слегка изменили, чтобы передать дух оригинального текста. Хсу в пример этого приводит момент, когда Сусато Микотоба рассказывает о своём решении. Переводчики хотели, чтобы западные игроки поняли, что Сусато не просит разрешения, а следует правилам японского этикета. Хсу отметила, что ей было сложно переводить постоянные шутки, встречающиеся в игре, поскольку многие из них были бы непонятны целевой аудитории. К примеру, один из диалогов между Рюноскэ и Сусато поменяли, так как, чтобы понять шутку в нём, необходимо было знать про культуру японских неваляшек дарума. В оригинальных диалогах использовался японский, похожий на тот, который использовался в эпоху Мэйдзи, но вместе с тем понятный современной аудитории. Чтобы воссоздать это, в английской локализации используется «псевдовикторианский» стиль языка. Например, один из персонажей имеет характерный диалект кокни.
Так как в последние годы осведомлённость о японской культуре возросла, Хсу смогла включить в игру японские именные суффиксы без необходимости объяснять их значения. Использование добавок «-сан» и «-сама» вместо обращений «мистер» и «мисс» позволяет подчеркнуть для игрока те моменты, когда Рюноскэ и Сусато говорят между собой на японском.
Сюжет The Great Ace Attorney делает упор на то, что главный герой — японец, поэтому Хсу посчитала, что важная задача при переводе — передать его ощущения при переезде в другую страну. Главной проблемой стало внести сведения о неизвестной игроку культуре таким образом, чтобы это чувствовалось естественно. Это было куда сложнее, чем при локализации предыдущих частей серии, где место действия изменено на Америку. Хсу сравнивает это с эпизодом Turnabout Storyteller из Spirit of Justice, в котором важную роль играет театр ракуго. Она отмечает, что в американском сеттинге протагонисту, незнакомому с японской культурой, было необходимо объяснение, которое пригождалось и игроку. Однако в случае с Рюноскэ было бы нелогично объяснять ему японскую культуру. Поэтому при локализации постарались внедрить необходимую игроку информацию косвенно, через, к примеру, контекстные подсказки.
Передача английской культуры американской целевой аудитории — ещё одна проблема, с которой Хсу столкнулась при локализации. Среди трудностей была разница между британским и американским вариантами английского языка: к примеру, словосочетание «first floor» в обоих вариантах английского имеет разное значение. Также в японском тексте содержалось много отсылок на викторианскую эпоху Великобритании, притом о некоторых из них не знали даже переводчики-британцы. Хсу не использовала при переводе сильно устаревшие или специфичные слова, чтобы не затруднять понимание рядовому игроку. Так как японский оригинал хорошо справился с задачей создать реалистичную атмосферу Лондона тех лет, при переводе старались избегать американских стереотипов про Англию, а опираться решили на британскую культуру. Именно поэтому над локализацией работали переводчики-британцы.
Появление Сосэки Нацумэ в игре также стало трудностью для Хсу. Нацумэ известен всем японским игрокам, потому что его произведения изучают в школе. Именно из-за известности своего прообраза персонаж вызывал к себе любовь игроков. Переводчикам было сложно вызвать такие же чувства у игроков, которые вряд ли знают, кто это.
Ввиду проблем с авторским правом на персонажей произведений Артура Конана Дойла, Шерлока Холмса в локализованной версии переименовали в Херлока Шолмса. По словам Такуми, это — аллюзия на роман Мориса Леблана «Арсен Люпен против Херлока Шолмса». Сразу после объявления о таком изменении появились интернет-мемы, связанные с самим персонажем и переименованием в связи с законами об авторском праве. О ситуации писали в крупных онлайн-СМИ. В статье на сайте Comic Book Resources хорошо оценили такое «несуразное прозвище», сказав, что такое имя «лишь дополняет комедийный и порой даже абсурдный дух серии Ace Attorney».
До самого объявления официальной локализации были опасения, что игру не переведут, в том числе из-за постоянных расистских выпадов в адрес Рюноскэ и Сусато.

## Сюжет
Сюжет игры поделён на пять эпизодов, в каждом из которых игрок расследует дело об убийстве.
1. The Adventure of the Great Departure (яп. 大いなる旅立ちの冒険 О:йнару табидати но бо:кэн, букв. «Приключение великого отшествия») — место действия разворачивается в Японской империи времён реставрации Мэйдзи. В неназванном городе происходит убийство в одном из европейских ресторанов — убили профессора университета Юмэй, Джона Х. Уилсона. Главным подозреваемым оказался Рюноскэ Наруходо. В день суда адвокатом Рюноскэ выступает его лучший друг, Кадзума Асоги. Истинным преступником оказалась Джезель Бретт — студентка упомянутого университета, прибывшая по программе обмена из Великобритании.
2. The Adventure of the Unbreakable Speckled Band (яп. 友とまだらの紐の冒険  Томо то мадара но химо но бо:кэн, букв. «Приключение друга и пёстрой ленты») — Кадзума Асоги отправляется в Британскую империю для дальнейшего изучения права. Вместе с ним в качестве безбилетника едет Рюноскэ, которого Кадзума запрятал в свой шкаф. Во время рейса происходит убийство Кадзумы Асоги, подозреваемым вновь предстаёт Рюноскэ Наруходо. С помощью Сусато Микотобы и Херлока Шолмса Рюноскэ удаётся доказать свою невиновность и найти настоящего виновника. За смерть Асоги была ответственна Николина Павлова — балерина, пытавшаяся сбежать из России.
3. The Adventure of the Runaway Room (яп. 疾走する密室の冒険 Сиссо:суру миссицу но бо:кэн, букв. «Приключение уезжающей комнаты») — по прибытии в Лондон, Рюноскэ вместе с Сусато сообщают лорду — главному судье Лондона о смерти Асоги и предлагают, чтобы Рюноскэ занял его место. После недолгого размышления лорд соглашается дать испытательное дело. По итогу Рюноскэ берётся за дело Магнуса Макгилдеда, обвиняемого в убийстве в омнибусе. В ходе заседания выясняется, что в омнибусе на момент преступления находилась ещё одна пассажирка — Джина Лестрейд, которая наблюдает за процессом над Макгиледом. После этого срабатывает дымовая шашка, брошенная Джиной, — зал суда наполняется дымом. После её показаний и осмотра омнибуса, во время которого были обнаружены пятна крови, доказывающие, что Макгилдед был невиновен, подсудимого было оправдали, но прокурор ван Зикс сказал, что кровавых следов не было во время полицейского расследования. Как оказалось, их подделали во время перерыва, вызванного срабатыванием шашки. Несмотря на это, Макгилдед настоял, что у обвинения не хватает улик, чтобы признать его виновным. Поэтому его оправдывают ввиду недостатка доказательств вины. После заседания Макгилдед погибает в пожаре, произошедшем в онибусе прямо в зале суда. Это происшествие идёт в согласии с легендой о прокуроре ван Зиксе, которого зовут «жнецом Олд-Бейли». Согласно этой легенде, если в качестве обвинителя выступает ван Зикс, судьба подсудимого предрешена: даже если обвиняемый будет полностью оправдан, его настигнет смерть.
4. The Adventure of the Clouded Kokoro (яп. 吾輩と霧の夜の冒険 Вагахай то кири но ёру но бо:кэн, букв. «Приключение в туманную ночь») — студента по обмену Сосэки Нацумэ обвиняют в покушении на убийство молодой девушки. По заявлениям стороны обвинения, арестовавшей Нацумэ после заключений Холмса, он вонзил нож в спину Оливии Грин. Однако на самом деле нож вылетел из окна соседней квартиры, где происходил ожесточённый семейный конфликт между Джоном и Джоан Гарридебами — квартиросдатчиками Нацумэ.
5. The Adventure of the Unspeakable Story (яп. 語られない物語の冒険 Катарарэ моногатари но бо:кэн, букв. «Приключение нерасказанной истории») — в убийстве ростовщика Попа Виндибанка обвинили Джину Лестрейд, ранее появлявшуюся в третьем эпизоде. Во время расследования появляются серьёзные доказательства вины Макгилдеда, которого, несмотря на это, оправдали. При помощи в том числе использования стереоскопичных изображений Рюноскэ доказывает вину Эшли Грейдона — сына погибшего в омнибусе Мэйсона Милвертона. Судьбы этих троих — Макгилдеда, Грейдона и Милвертона — оказались тесно переплетены: заполучив два диска для музыкальной шкатулки, на самом деле содержавших гостайну, Грейдон обратился к своему отцу Милвертону с предложением продать диски магнату Макгилдеду; Милвертон согласился, однако в омнибусе возник спор, окончившийся тем, что Макгилдед зарезал Милвертона. Один из дисков остался в пальто Макгилдеда, которое тот попросил извозчика сдать ростовщику. Чтобы вернуть диск себе, Грейдон решился на его убийство. После суда Сусато принимает решение покинуть Англию и вернуться в Японию, чтобы ухаживать на болеющим отцом, но обещает Рюноскэ, что вернётся.

## Геймплей
Геймплей игры в своей основе схож с остальными играми Ace Attorney. Игровой процесс разделён на две стадии: расследование и судебное заседание.
Во время этапа расследования игрок должен собирать сведения о деле и общаться со свидетелями. Новшеством The Great Ace Attorney: Adventures стали «танцы дедукции». В определённый момент расследования Херлок Шолмс высказывает свои выводы, основываясь на состоянии места преступления и уликах. Тем не менее его выводы оказываются ошибочными. Игроку нужно найти, в чём кроется ошибка, и тем самым исправить умозаключение детектива.
Во время судебного заседания игрок, используя полученные во время расследования данные, должен защитить подсудимого. Основная механика судебной части игры — перекрёстный допрос. Основным отличием допросов в The Great Ace Attorney: Adventures от допросов из других игр серии является то, что давать показания могут сразу несколько свидетелей. При этом один из них может отреагировать на слова другого. Таким образом можно получить больше информации. Ещё одной значимой разницей в проведении судов стало наличие присяжных. Во время заседания они могут вынести вердикт «виновен», и тогда в силу вступает ещё одно геймплейное нововведение: «изучение итога». Игроку нужно найти противоречие между словами присяжных, чтобы они отложили вынесение вердикта на потом и дали продолжить заседание.

## Критика
| Сводный рейтинг       | Сводный рейтинг                   |
| Агрегатор             | Оценка                            |
| --------------------- | --------------------------------- |
| Metacritic            | NS: 86/100 PC: 83/100 PS4: 82/100 |
| Иноязычные издания    |                                   |
| Издание               | Оценка                            |
| CGM                   | 8,5/10                            |
| Destructoid           | 9/10                              |
| Eurogamer             | Recommended                       |
| Game Informer         | 8,25/10                           |
| GameSpot              | 8/10                              |
| Hardcore Gamer        | 4,5/5                             |
| Jeuxvideo.com         | 16/20                             |
| Nintendo Life         | [ 32 ]                            |
| Nintendo World Report | 9,5/10                            |
| PC Gamer (US)         | 73/100                            |
| Push Square           | [ 35 ]                            |
| The Guardian          | [ 36 ]                            |
| VideoGamer            | 7/10                              |
| Adventure Gamers      | [ 38 ]                            |
| Русскоязычные издания |                                   |
| Издание               | Оценка                            |
| Riot Pixels           | 73 %                              |

Сборник The Great Ace Attorney: Chronicles, в состав которого входит The Great Ace Attorney: Adventures, получил положительные отзывы критиков: на сайте-агрегаторе Metacritic оценки версий для Nintendo Switch, Windows и PlayStation 4 составляют 86, 83 и 82 балла соответственно.
Рецензент сайта Adventure Gamers Мелани Блэгг приняла игру очень хорошо. Как преимущества игры она отметила графику, «сделавшую значительный прорыв по сравнении с оригинальной трилогией»; звуковую составляющую; «оригинальных» персонажей; «простой и интуитивный» интерфейс и кат-сцены в стилистике аниме, которые она назвала «хорошо спродюсированными» и «великолепными».
Мэлинди Хетфилд, автор обзора на игру на сайте Eurogamer, посчитала механику «изучения итога» и допрос нескольких свидетелей сразу «затягивающими и так долгие дела». Насчёт последнего нововведения она также заявила, что это «неуклюжий способ выуживания новой информации», так как, когда игрок надавливает на одного из свидетелей, другой издаёт громкий звук, тем самым явно выдавая наличие противоречия в его словах. Однако ей понравились Херлок Шолмс и связанная с ним механика «танцев дедукции». Она назвала её «простой», но восхитилась тем, как «танцы дедукции» преподносятся в игре:

Исправлять выводы довольно просто: нужно всего лишь осмотреть маленькую часть места действия и выбрать самую удачную из очень ограниченного числа альтернативу улике, которую в своих умозаключениях применил Херлок. Но как же всё представлено! Это подобие танца с очень качественной анимацией добавляет живую операторскую работу в обычно статичную картинку и вызывает не типичное для суда отчаяние, а искреннюю эйфорию.
Оригинальный текст (англ.)The correction itself is rather simple stuff, as you look around a small part of the scene and decide between a very limited number of alternatives to a previous piece of evidence Herlock used in his deduction. But the presentation! It is sort of a dance, brilliantly animated, adding some great camera work to an previously rather static series and imbuing the scene with a genuine sense of euphoria at cracking the case, rather than the desperation of the courtroom.— 
Журналист Эндрю Кинг из GameSpot в своём материале посетовал на то, что последнее дело в игре очень затянуто: его прохождение заняло больше 10 часов, и это отрицательно сказалось на игровом опыте. Кинг сказал, что игрок скорее не решает головоломку, а пытается совместить громозкие куски истории воедино, притом сам игрок может прийти к заключению гораздо быстрее, чем к нему подведёт игра. Тем не менее он оценил игру в целом хорошо, отметив сценарий, персонажей и механику с присяжными как преимущества.